# David Prophet
David Prophet (Hongkong, 9 oktober 1937 - Silverstone, Northamptonshire, 29 maart 1981) was een Brits Formule 1-coureur.
Prophet nam deel aan zijn thuisrace in 1963 en 1965 voor het team Brabham, maar scoorde hierin geen punten.